# Обсада на Одрин (813)
Вижте пояснителната страница за други значения на Обсада на Одрин.
Обсадата на Одрин през 813 г. е част от войните на кан Крум срещу Византийската империя.

## Предистория
Като главен град на тема Македония и седалище на епископия, в началото на IX век Одрин (Адрианопол) е едно от основните военно-административни и духовни средища във Византийска Тракия. Градът е стратегически важен заради разположението си на главните пътища, водещи от север и северозапад към византийската столица Константинопол. Използван е като сборен пункт и изходна база за византийските военни експедиции срещу България през 807 и 813 г.
Наред със Сердика, Верея, Филипопол и Девелт, Одрин е една от големите крепости, които възпрепятстват настъплението на българите на юг от Стара планина. След разгрома и гибелта на византийския император Никифор I Геник в битката при Върбишкия проход тези крепости започват да падат една по една в ръцете на българите.

## Ход на военните действия
На 22 юни 813 г., в битката при крепостта Версиникия, византийската армия търпи още едно тежко поражение. Непосредствено след тази победа кан Крум оставя брат си (чието име не е споменато в изворите) с част от армията да обсажда Одрин, а сам с останалите си войски настъпва към Константинопол и достига стените му на 17 юли. Крумовият брат не успява да превземе крепостта, но блокира гарнизона ѝ и по този начин осигурява тила на българските войски, действащи срещу византийската столица.
След като преговорите за мир с император Лъв V Арменец се провалят заради неуспешно покушение срещу Крум, българският владетел превзема и опустошава много градове в Източна Тракия. На връщане от този поход Крум се присъединява към войските, обсаждащи Одрин. В атаките срещу града българите използват стенобойни машини. Въпреки това византийският гарнизон издържа на натиска и се предава едва след като изчерпва припасите си през есента на 813 г.

## Последици
За да отслаби византийската власт в Тракия и да подготви условията за решително нападение срещу Константинопол, Крум изселва 10 000 от жителите на Одрин и околностите му във владенията си на север от Дунав. В града е наложена българска военна администрация начело с Крумовия брат. С мирния договор, сключен през 814/815 г. от кан Омуртаг, Одрин е върнат в пределите на Византия.

## Цитирана литература
- Гюзелев, В. Кавханите и ичиргу-боилите на българското ханство-царство (VII-XI в.), Пловдив 2007, ISBN 978-954-91983-1-7
- Златарски, В. История на българската държава през средните векове, том I, част 1, София 1970 (цитиран по електронното издание в „Книги за Македония“, посетен на 2.1.2009)
- Острогорски, Г. История на византийската държава, София 1998, ISBN 954-8079-92-5
- Рънсиман, Ст. История на Първото българско царство, ИК „Иван Вазов“, София 1993
- Fine, J. The Early Medieval Balkans: A Critical Survey from the Sixth to the Late Twelfth Century, University of Michigan Press, 1991, ISBN 0-472-08149-7